# Matteo da Campione
Matteo da Campione (Campione d'Italia, 31 maggio 1335 – Monza, 24 maggio 1396) è stato uno scultore italiano.

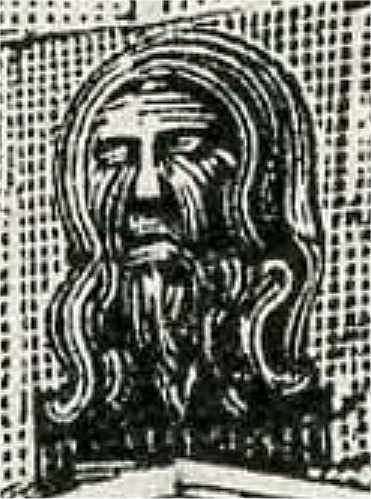
Ritratto di Matteo da Campione sul colmo della bifora di sinistra sulla facciata del Duomo di Monza

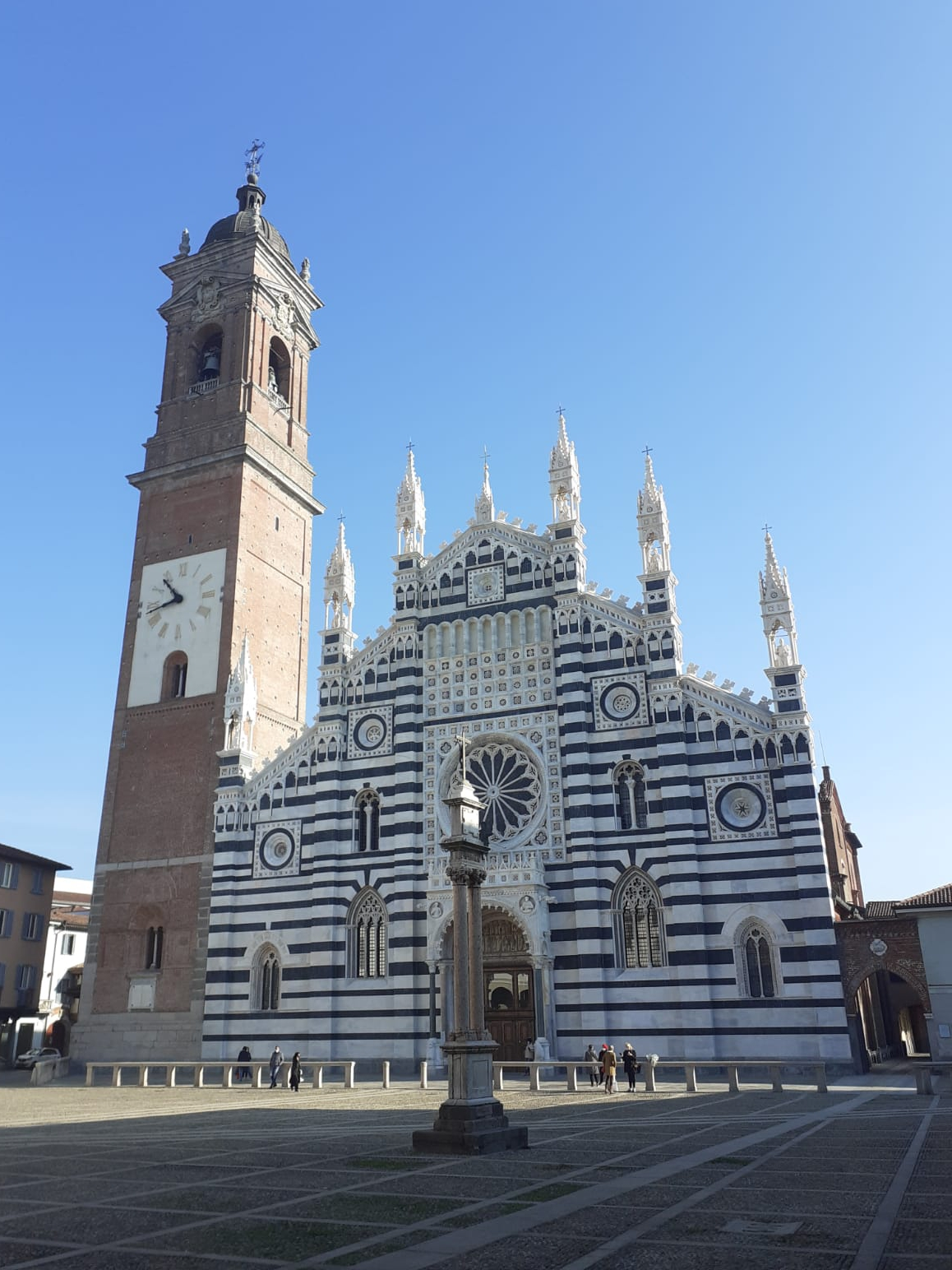
Facciata del Duomo di Monza.

Architetto e scultore del gotico italiano, appartenente al gruppo dei maestri campionesi.

## Biografia
La sua data di nascita non è documentata in modo preciso, tuttavia egli fa parte del gruppo di quei lapicidi lombardi, originari della zona dei laghi, noti come i Maestri campionesi e che furono attivi nel Nord Italia dal tardo XII secolo fino alla fine del XIV secolo.
Intorno alla metà del XIV secolo Matteo viene incaricato dai Visconti di Milano della trasformazione del Duomo di Monza dove, svolgendovi il duplice ruolo di architetto e di scultore, è autore della facciata, del battistero e del pulpito di cui rimane la Lastra dell'incoronazione.

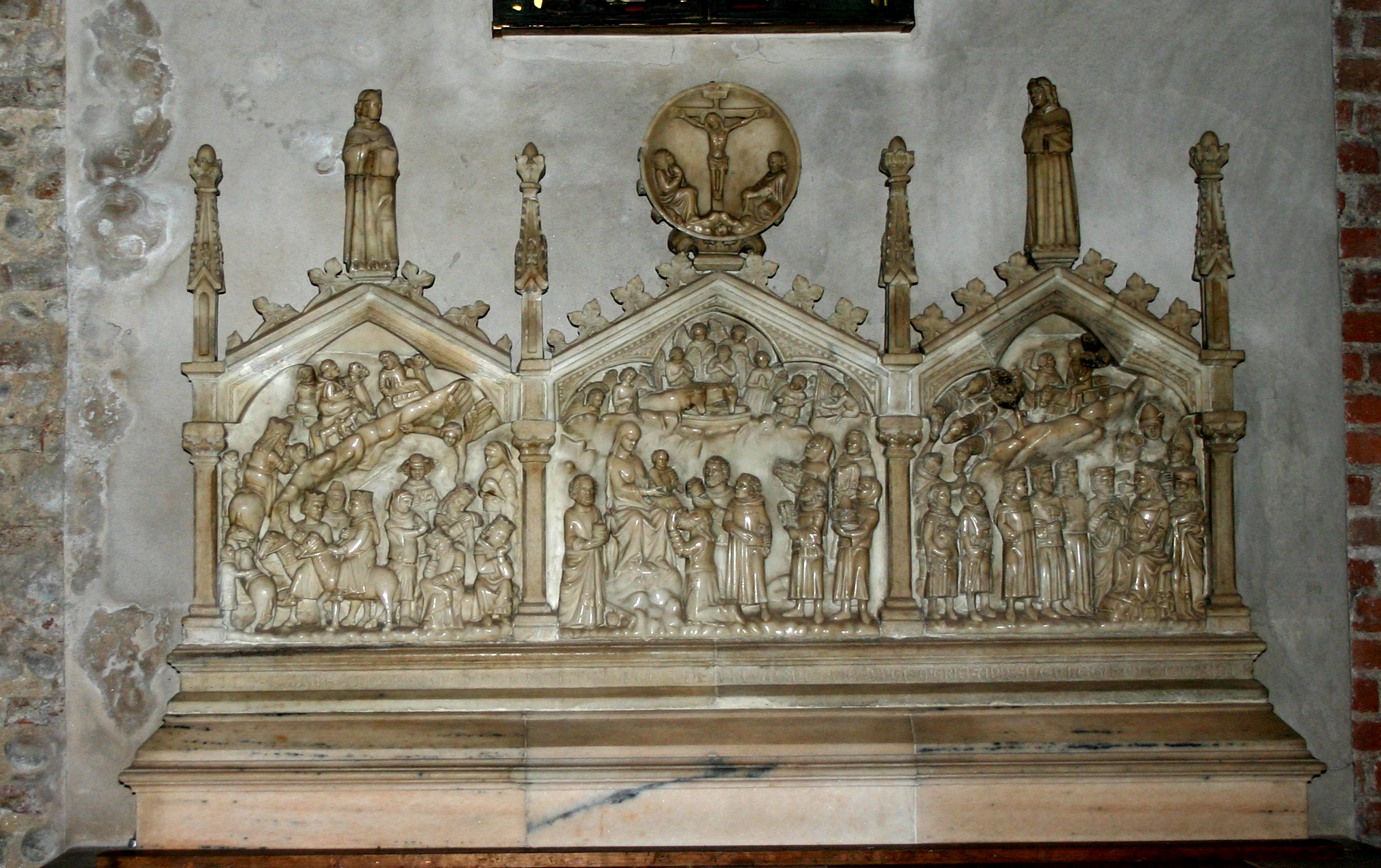
Dossale attribuito a Matteo da Campione
Milano, Sant'Eustorgio.

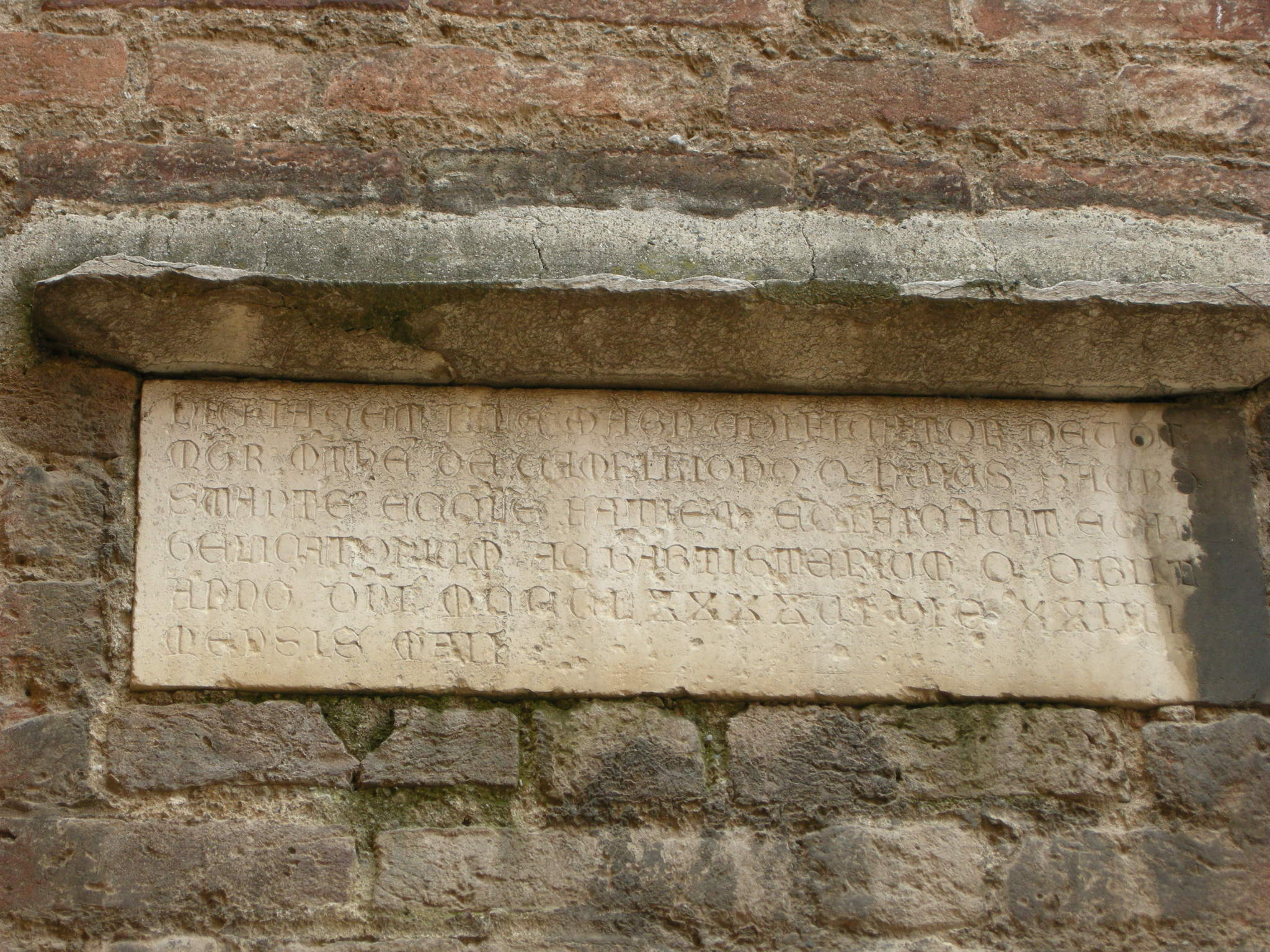
Epigrafe di Matteo da Campione
Duomo di Monza

Muore nell'anno 1396 e viene sepolto nella Cappella del Rosario, all'interno del duomo. L'epigrafe di Matteo fu poi rimossa dal suo sepolcro è applicata sulla parete esterna della cappella e riporta questa iscrizione in caratteri gotici: 
(Qui giace quel grande costruttore, Matteo da Campione, devoto maestro, che edificò la facciata di questa sacra chiesa, l'evangelizzatorio e il battistero e che morì il 24 maggio 1396).